# Mildsiefen
Mildsiefen ist ein Ortsteil von Nümbrecht im Oberbergischen Kreis im südlichen Nordrhein-Westfalen innerhalb des Regierungsbezirks Köln.

## Lage und Beschreibung
Der Ort liegt zwischen Heddinghausen im Norden und Lindscheid im Süden. Der Ort liegt in Luftlinie rund 4,5 km südwestlich vom Ortszentrum von Nümbrecht entfernt.

## Geschichte
1575 wurde der Ort das erste Mal in der „Karte von A. Mercator“ urkundlich erwähnt. Die Schreibweise der Erstnennung war Meißeiffen.
Am 29. März 1898 zog Robert Ley mit seiner Familie von Niederbreidenbach nach Mildsiefen. Anfang 1928 zog er zu seinen Schwiegereltern nach Straße.

## Bus und Bahnverbindungen

### Bürgerbus
Haltestelle des Bürgerbuses der Gemeinde Nümbrecht.
Route:Lindscheid
- Stranzenbach-Niederbreidenbach
- Alsbach-Oberelben-Nippes-Nümbrecht/Busbahnhof.

### Linienbus
Haltestelle: Mildsiefen
- 323 Nümbrecht Schulzentrum (OVAG, Schulbus)
- 346 Nümbrecht Schulzentrum (OVAG, Schulbus)